# Myotis laniger
Myotis laniger — вид рукокрилих роду Нічниця (Myotis).

## Поширення, поведінка
Країни проживання: Китай, Індія, В'єтнам. Мало що відомо про середовище проживання і екологію цього виду за винятком того, що це лісовий вид, який може ночувати в печерах і дуплах дерев.